# Alfonso Durazo Montaño
Alfonso Durazo Montaño, né le 11 juillet 1954 à Bavispe (Sonora), est un homme politique mexicain. Il est secrétaire à la Sécurité et à la Protection citoyenne dans le gouvernement López Obrador, de 2018 à 2020.
Auparavant, il a été porte-parole en chef et secrétaire particulier du président Vicente Fox entre 2000 et 2004.

## Biographie

### Jeunesse et études
Francisco Alfonso Durazo Montaño naît le 11 juillet 1954 à Bavispe (Sonora). Il est titulaire d'une licence en ingénierie civile obtenue à l'Université nationale autonome du Mexique, d'une licence en droit obtenue à l'Université autonome métropolitaine, d'une maîtrise en administration obtenue à l'Institut Sonorense d'Administration publique et d'un doctorat en politique publique obtenu à l'Institut de technologie et d'études supérieures de Monterrey.

### Carrière politique
Il a été secrétaire particulier de Luis Donaldo Colosio lorsqu'il était président du Parti révolutionnaire institutionnel (PRI) de 1989 à 1992, puis lorsqu'il était secrétaire au Développement social entre 1992 et 1993 et qu'il se porte candidat à la présidence du Mexique de 1993 à 1994.
En mai 2000 il quitte le PRI et rejoint la campagne présidentielle de Vicente Fox, le candidat du Parti action nationale (PAN). Après l'élection de ce dernier en juillet 2000, Durazo devient son secrétaire particulier, puis son porte-parole en 2003.
Alfonso Durazo Montaño démissionne de ses fonctions en 2004 et adresse alors de fortes critiques envers l'administration de Fox.
En mars 2006, il annonce qu'il rejoint la campagne d'Andrés Manuel López Obrador, alors candidat du Parti de la révolution démocratique (PRD) à l'élection présidentielle. La même année il est candidat à l'élection sénatoriale de son état d'origine, le Sonora, mais perd l'élection.
En janvier 2012, il soutient de nouveau la campagne de López Obrador à l'élection présidentielle. Il est alors directeur général de l'association Mouvement de régénération nationale (MORENA) dans l'État de Sonora.
De 2012 à 2015 il siège comme député fédéral sous la LXIIe législature du Congrès mexicain, période pendant laquelle il a aussi été président du groupe parlementaire de Morena.
Lors des élections fédérales de juillet 2018, il se présente aux sénatoriales pour le Mouvement de régénération nationale, qu'il remporte. Il quitte son siège le 8 novembre après avoir été nommée secrétaire à la Sécurité et à la Protection citoyenne dans le gouvernement López Obrador. Ce secrétariat avait été supprimé par le président précédent, devant le rôle pris pas l'armée dans ce domaine.
En août 2018, Durazo déclare dans un entretien à El País que pour combattre l'insécurité, outre les tables rondes de la paix proposées par le président et destinées à recueillir le point de vue et les propositions de la société civile, son action politique sera axé sur la lutte contre la corruption, les programmes sociaux et la capacitation policière. Il affirme à cette occasion qu'il ne serait pas viable de retirer tout de suite l'armée des rues étant donné la situation actuelle de violence au Mexique, mais que son objectif est de former la police pour qu'elle reprenne sa place et remplace progressivement l'armée en matière de sécurité publique.